# Porotrichum linearifolium
Porotrichum linearifolium là một loài rêu trong họ Neckeraceae. Loài này được Geh. & Hampe mô tả khoa học đầu tiên năm 1881.
Danh pháp khoa học của loài này chưa được làm sáng tỏ. 